# サイクリング
サイクリング（英: cycling）とは、英語では自転車利用の総称（スポーツ、レクリエーション、および移動や輸送のための自転車利用全般のこと）だが、日本語では主に遠乗りなどのレクリエーションや（競技以外の）スポーツを指す。

## サイクリングの形態
サイクリングには次のような形態がある。
- ポタリング

身近な場所までピクニック程度に自転車の走行を楽しむ形態。街中での食べ歩きや名所・旧跡巡りを楽しむ「散歩」的なサイクリングを特に散走やポタリングと呼ぶことがある。
- ファストラン（快速走行）

サイクリングコースやサイクリングロードなど整備された道を自転車に乗って軽快に走行する形態
- ツーリング

ユースホステルや国民宿舎等の宿泊施設を利用しながら数日から十数日の日程で自転車旅行を楽しむ形態
- アドベンチャーサイクリング

自転車を利用して山への登頂や砂漠の走破、世界一周などにチャレンジする形態
また、サイクリングは様々な野外活動やスポーツとも結びつき、キャンプと結びついたサイクルキャンピングや、オリエンテーリングと結びついたサイクルオリエンテーリングもある。
サイクリングの形態によりさまざまなタイプの自転車が考案されており、道具を選び、道具を楽しむという側面もある。

## サイクリスト
自転車に乗る人全般を英語でも日本語でもかつてはサイクリスト（英: cyclist）と呼んでいたが、現代の日本語では、サイクリングの愛好者を指し、また、自転車競技の選手をも意味するようになっている。つまり、買い物のために乗っているだけの人も名うての自転車乗りも昔はそのように呼んでいたが、今ではコアな使用者にしか用いられない語となったということである。以下に挙げるのは夏目漱石の小説『自転車日記』の昭和後期の現代語訳版であるが、ここでは一般的な愛好者が描かれている。

## 歴史
1878年にはイギリスで世界最初のサイクリング同好者によるサイクリングクラブが誕生した。1898年にはヨーロッパの17か国が参加する国際組織が設立された。
日本では、1886年（明治19年）に結成された帝国大学の教員による「自転車会」を嚆矢として自転車クラブが設立されるようになるなど、世界的にサイクリングが普及していった。
日本では、自転車が当初富裕層の娯楽として受け入れられ、大正時代に普及が本格化すると業務や家庭の実用に供された。1935年（昭和10年）に本格的なスポーツ車が作られ始めるが、戦争によってこの流れはいったん途絶える。第二次世界大戦後、1950年代頃からサイクリングが野外での健康的なスポーツとして認識され始め、全国各地に同好クラブが設立されるようになった。特に1954年（昭和29年）、荷物を載せるための運搬車ではなく人が乗るだけの軽快車やディレーラーを備えたスポーツ車が現れるようになり、サイクリングが流行した。これを受けて、ベテランサイクリストらにより、日本サイクリング協会が結成され、ボランティアの普及活動が始まった。サイクリング向きの自転車は生産量がまだ十分でなく高価であったため、貸自転車の利用が中心であり、また、指導者が不足したことなどから短期間のブームに終わった（第1次サイクリングブーム）。
1961年1（昭和36年）のスポーツ振興法の制定により、自転車旅行・サイクリングは国民の健全なスポーツとして国が奨励するものとなった。1964年（昭和39年）の東京オリンピック開催に向けスポーツ自転車の研究が進み、第2次サイクリングブームが起こった。また1964年には財団法人日本サイクリング協会 (Japan Cycling Association, JCA) が発足した。1966年（昭和41年）にはスポーツ車の需要急増に伴い、生産が大幅に増加した。第1回の体育の日となったこの年の10月10日、国鉄大阪鉄道局が大阪駅〜相生駅間で初のサイクリング専用電車（サイクルトレイン）を運行した。その後東京でも同様の列車が運行された。翌1967年（昭和42年）10月10日には、日本で初めてのサイクリング用道路、神奈川県青少年サイクリングコース（金目川サイクリングコース）が開通した。
1970年（昭和45年）に自転車道の整備等に関する法律が成立し、自治体と河川管理者などの協力によってサイクリングロードが建設されるようになり、太平洋岸自転車道のような長大な自転車道も構想された。この頃日本の自転車産業ではランドナー、スポルティーフ、キャンピング車といった自転車旅行（ツーリング）向きの自転車の生産が盛んで、また、ブリヂストン・ロードマンに代表される「サイクリング車」が好評を博した。また、1974年（昭和49年）から1982年（昭和57年）まで、自転車で日本一周に挑戦する少年を主人公とする漫画『サイクル野郎』が連載された。

## イベント

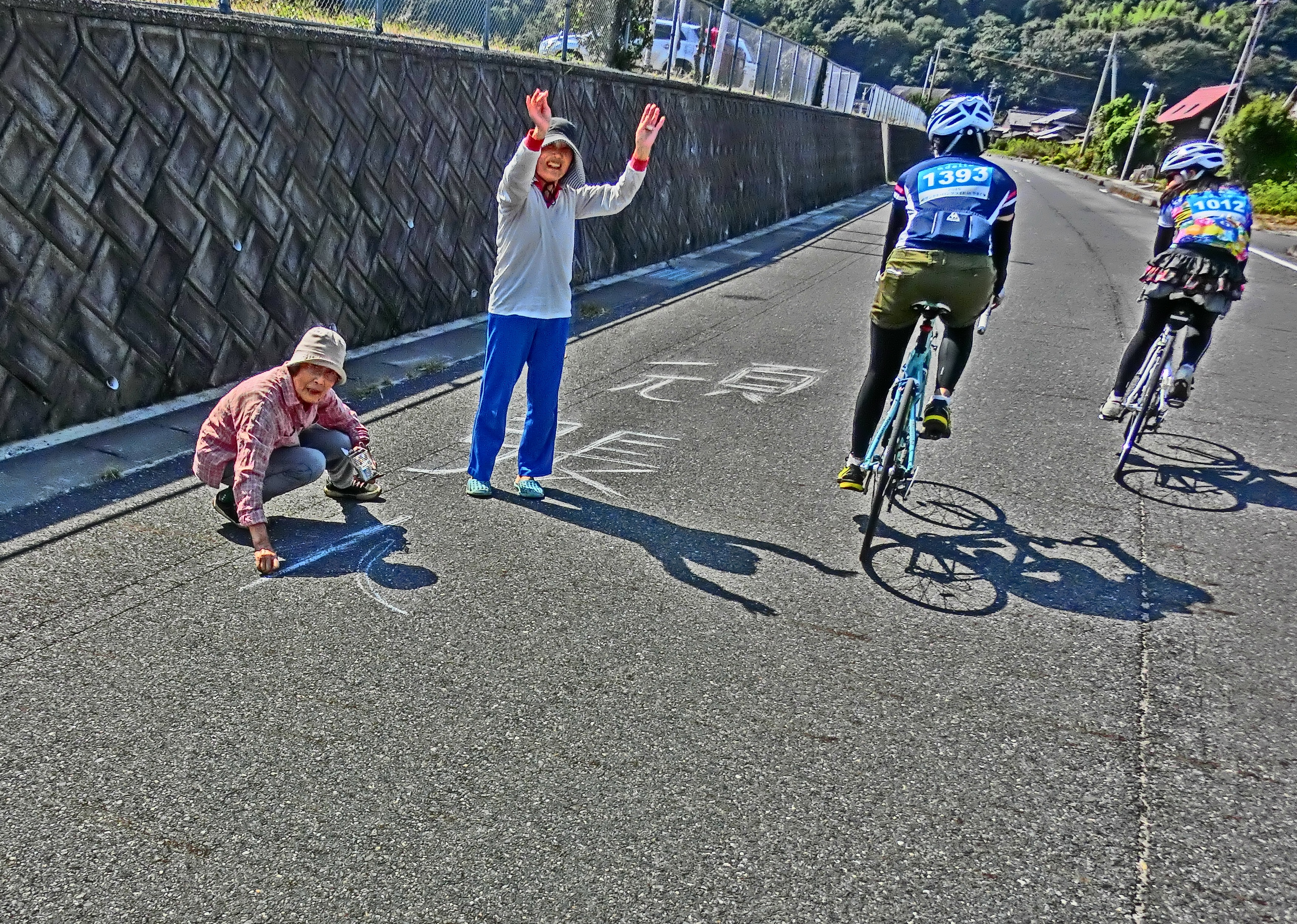
サイクリングイベントでの応援

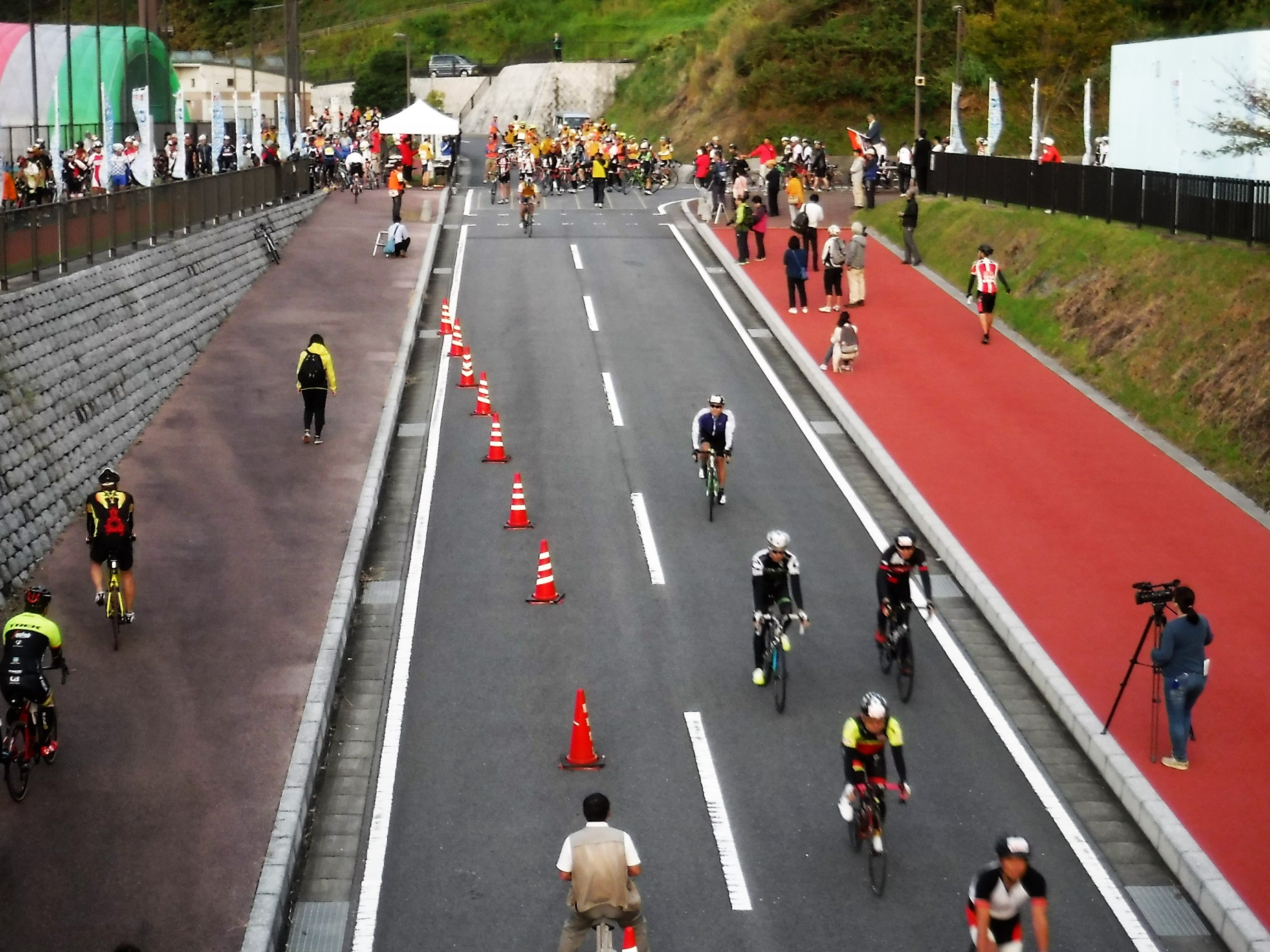
サイクリングイベントのスタート地点

日本で「サイクリング」の名を冠して行われるイベントは、一般には初心者からベテランの愛好家まで多様な参加者が集まるために、ほとんどが総走行距離50キロメートルを下回る。例えば首都圏最大の大会である「東京シティサイクリング」はエクステンションを含めて35キロメートルである。
主に長距離の公道を時間を競わず制限時間内に完走することを目指すイベントでは、最高100マイルを走るホノルル・センチュリーライドを始めとした「センチュリーライド（センチュリーラン）」が知られる。さらには最低200キロメートルから始まりパリ〜ブレスト往復の1200キロメートルを走破するパリ・ブレスト・パリを頂点とする「ブルベ」のようなラリー風のものも行われている。

## サイクリングと観光
サイクリングロードとの連携を企業活動や観光に利用する場合がある。21世紀日本の岐阜県にある養老鉄道では沿線にサイクリングロードが多数存在することもあり、サイクルトレインを実施し、サイクリングコースについての情報提供も行っている。
スポーツ仕様の電動アシスト自転車「e-BIKE（イーバイク）」を活用したツーリズムは、2010年代には、ヨーロッパ（特にドイツとオランダ）、北アメリカ、オーストラリアなどで広く普及した。日本では、2011年（平成23年）から関心を示していた愛媛県のように、2010年代前期に複数の地方自治体が企画し始め、同年代の末期になってようやく普及し始めた。2018年（平成30年）を「e-BIKE元年」と呼び、官民あげて取り組むようになっている。伊豆半島（2018年11月始動）、しまなみ海道（2019年始動）、丹後半島などが、地域として e-BIKE のツアーや広域レンタル拠点（レンタルステーション）を構築し、アクティビティーかつ観光客の二次交通手段として確立しようという動きがある。

## 自転車通勤
ジョン・モルソン・スクール・オブ・ビジネス (John Molson School of Business, JMSB) が2017年に報告したところでは、自転車による通勤は、自動車による通勤と比較して仕事中のストレスを軽減し、作業効率を改善しているという。